# クリスチャン・エイド
クリスチャン・エイド（英語: Christian Aid）は、イギリスとアイルランドのキリスト教会によって設立された非政府組織（NGO）。プロテスタント、カトリック、正教会の垣根を越えて41の教団が合同で設立しており、南米、カリブ地域、アフリカ、アジアで開発支援を行なっている。
37カ国で100を超える協力団体と共に活動している。イギリスのロンドンに本部があり、イギリス、アイルランドに地区支部がある。毎年5月にイギリス最大の募金活動「クリスチャン・エイド・ウィーク」を開催し、戸口での寄付を呼びかけている。
ベトナム、ラオス、カンボジアで紛争後の復興支援を行う一方で、ウガンダのイディ・アミン政権や、ニカラグアのソモサ聖研、カンボジアのポル・ポト政権などの独裁政権が倒れた後の開発支援も行なっていた。また、ブラジルでは先住民のヤノマミ族の支援も行なっている。

## 沿革
第二次世界大戦によってヨーロッパで大量に発生した難民を支援するため、1945年に設立された。1950年代にはクリスチャン・エイド・ウィークを開催し始め、引き続きヨーロッパの難民支援を行う。この頃にはパレスチナ難民や朝鮮戦争、国共内戦による難民もヨーロッパにやってきていた。60年代に入るとビアフラ戦争や印パ戦争が発生し、その難民支援も行うようになった。また、アメリカ合衆国の公民権運動を支持し、キング牧師の渡英時には交流を持った。1980年代に入るとエチオピアで飢饉、モザンビークで旱魃が発生した。この際にも、支援金を送るようにロビー活動を行なった。

## 財源
クリスチャン・エイドの収入は、個人からの寄付やクリスチャン・エイド・ウィークで行われる寄付金、遺産贈与などで成り立っている。